# Mjölke-Marskär
Mjölke-Marskär är öar i Finland. De ligger i Skärgårdshavet och i kommunen Kimitoön i landskapet Egentliga Finland, i den sydvästra delen av landet. Öarna ligger omkring 66 kilometer söder om Åbo och omkring 160 kilometer väster om Helsingfors. Mjölke-Marskär ligger 5 meter över havet. De ligger på ön Björkklobb.
Arean för den av öarna koordinaterna pekar på är 2,1 hektar och dess största längd är 170 meter i nord-sydlig riktning. Det finns inga samhällen i närheten.